# Puppet Master

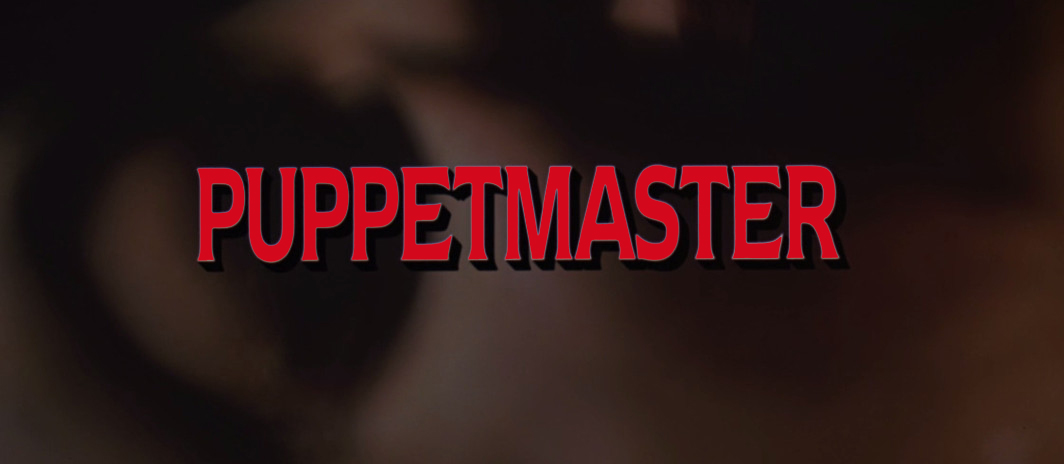

Puppet Master är en amerikansk skräckfilm från 1989, skriven av Charles Band och Kenneth J. Hall och regisserad av David Schmoeller. Det är den första filmen i Puppet Master-serien. Filmen, som ursprungligen var tänkt för biografpremiär, släpptes direkt till video sent 1989 då Band trodde sig kunna tjäna mer pengar på det viset. Filmen blev en hemvideosuccé och har sedermera fått en kultstatus som lett till utvecklandet av 10 uppföljare.

## Handling
Fyra personer med övernaturliga förmågor (Alex, Dana, Carissa och Frank) träffas på ett värdshus efter att ha haft visioner som de tror kommer från en före detta kollega, Neil. De får veta av kollegans änka, Megan, att denne tagit sitt eget liv.  En efter en faller de fyra offer för dockor gjorda av Andre Toulon, som gett dockorna liv. Megan berättar för den enda överlevande, Alex, and Neil funnit Toulons koffert och i den hemligheten bakom evigt liv. Neil återuppstår och förklarar att han använt Toulons kemikalier för att ge sig själv evigt liv. Alex och Neil hamnar i ett handgemäng där Alex verkar förlora. Neil skadar sedan en av de levande dockorna, och de övriga dockorna vänder sig då mot sin mästare som möter sitt öde instängd i en hiss.

## Rollista
| William Hickey   | – Andre Toulon     |
| Paul Le Mat      | – Alex Whitaker    |
| Irene Miracle    | – Dana Hadley      |
| Jimmie F. Skaggs | – Neil Gallagher   |
| Robin Frates     | – Megan Gallagher  |
| Matt Roe         | – Frank Forrester  |
| Kathryn O'Reilly | – Carissa Stamford |

### Dockor
- Blade
- Jester
- Pinhead
- Tunneler
- Elsa
- Shredder Khan
- Gengie